# 国分海軍航空隊
国分海軍航空隊（こくぶかいぐんこうくうたい）および昭和20年3月1日に移転開隊した観音寺海軍航空隊（かんおんじかいぐんこうくうたい）は、日本海軍の部隊・教育機関の一つ。太平洋戦争開戦後の航空要員大量養成のため、初歩練習部隊として設置した。国分空は沖縄の地上戦に備えた九州南部への実施部隊進出のために国分飛行場を明け渡すことになったため、観音寺飛行場に撤退して教育訓練を続行した。本稿では移転後の観音寺空を含めて記述する。

## 国分海軍航空隊
鹿児島県姶良郡国分町の農地を収用し、昭和17年頃に第一国分飛行場を構築した。落成ののち、開隊間もない出水海軍航空隊は分教場として国分飛行場を活用していた。このような経緯から、出水空は開隊の翌年には国分に分遣隊を設立した。この分遣隊を発展独立したのが国分空である。国分空の訓練と平行し、同じく姶良郡溝辺村に第二国部飛行場が造成され、1944年（昭和19年）に完工した。しかしこれは国分空の拡充を目的としたものではなく、迫りくる本土決戦に備えた飛行場であった。
- 1944年（昭和19年）

3月15日 - 出水海軍航空隊国分分遣隊を設置。
3月1日 - 鹿児島海軍航空隊卒業の甲飛12期入隊。出水の本隊とともに飛練37期の訓練を開始。
7月28日 - 鹿空卒業の甲飛13期前期入隊（飛練39期）
8月15日 - 国分海軍航空隊開隊。第十二連合航空隊に編入。
9月～11月 - 三重海軍航空隊奈良分遣隊卒業の甲飛13期後期入隊（飛練41期)。
- 1945年（昭和20年）

1月頃 - 奈良分遣隊卒業の甲飛13期後期入隊（飛練42期)。
3月1日 - 解隊。観音寺に移転。
天号作戦・菊水作戦に備え、鹿児島県下の海軍飛行場には実施部隊の展開が推進されることになり、国分の訓練部隊は諸施設を実施部隊に譲渡することになった。末期に訓練中止を余儀なくされる航空隊が続出する中、国分空は四国へ退避のうえで訓練の続行が認められ、観音寺海軍航空隊（後述）を立ち上げ、終戦まで部隊を維持した。

### 主力機種
- 九三式中間練習機など各種陸上練習機

### 歴代司令
- 安田牧蔵（昭和19年8月15日-）
- 菅原正雄（昭和19年10月10日-昭和20年3月1日観音寺移転後も留任）

### 第一国分基地

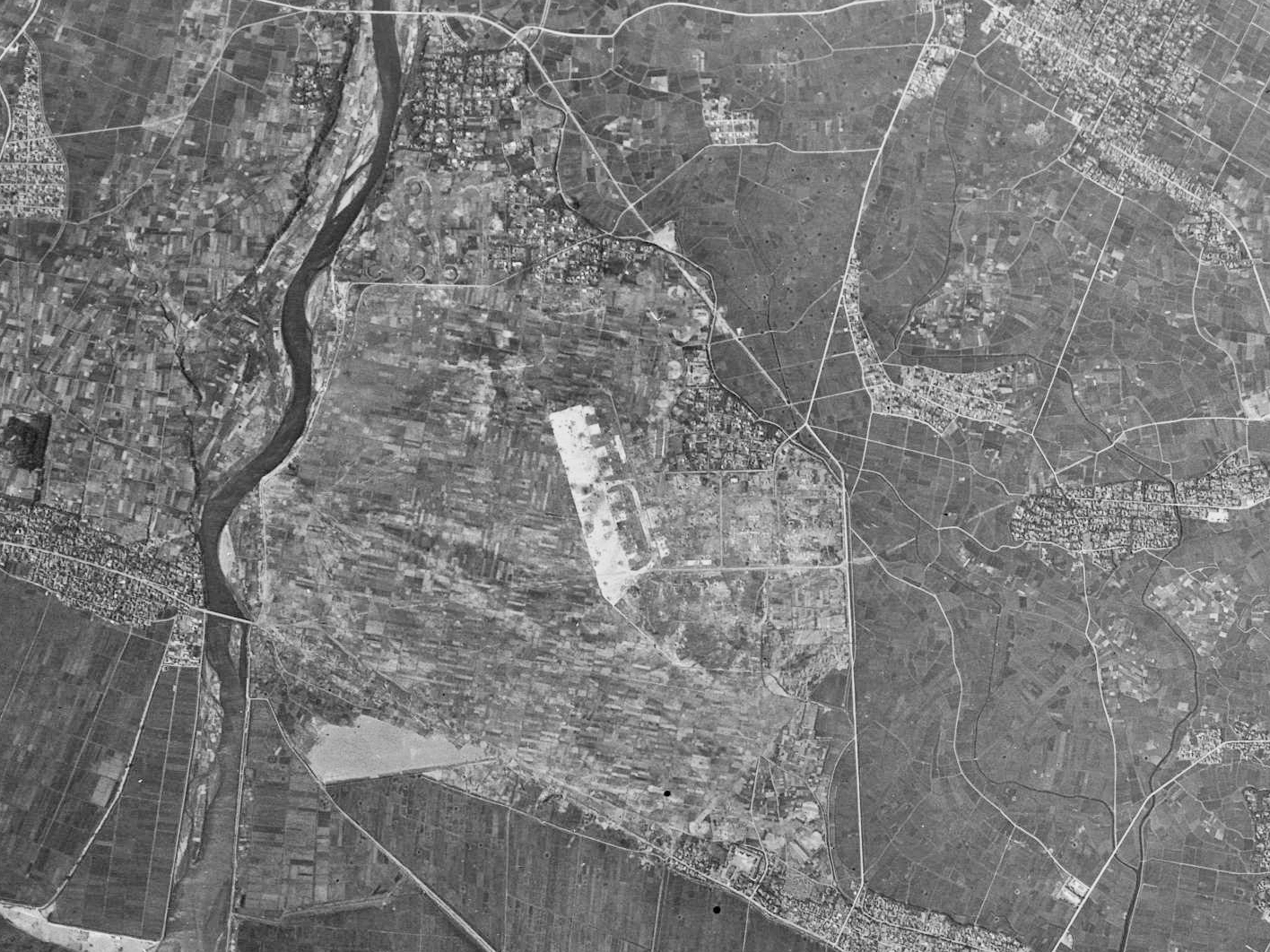
第一国分飛行場跡地の空中写真（1947年）
跡地の一部は、現在「陸上自衛隊国分駐屯地」

国分平野の南部、当時の東国分村大野原（現在の霧島市国分広瀬と国分福島）にあり面積は約300ヘクタールあった。1600×1000メートルの滑走路に3000平方メートルの格納庫と33基の掩体壕を持ち、176名の士官と2300名の兵員を収容することができた。1945年（昭和20年）4月16日から18日にかけてアメリカ軍B-29などによる空襲を受け、基地と周辺住宅地に被害があった。
終戦後は民間に払い下げられ農地などに転用された。中には沖縄県から疎開してきた人々が定着した集落もあり、地元では「沖縄村」と呼ばれていた。1955年（昭和30年）に跡地の一部を利用して陸上自衛隊国分駐屯地が開設された。1964年（昭和39年）8月15日に「特攻機発進之地」と記された記念碑が建立され、毎年4月22日に慰霊祭が行われる。

### 第二国分基地

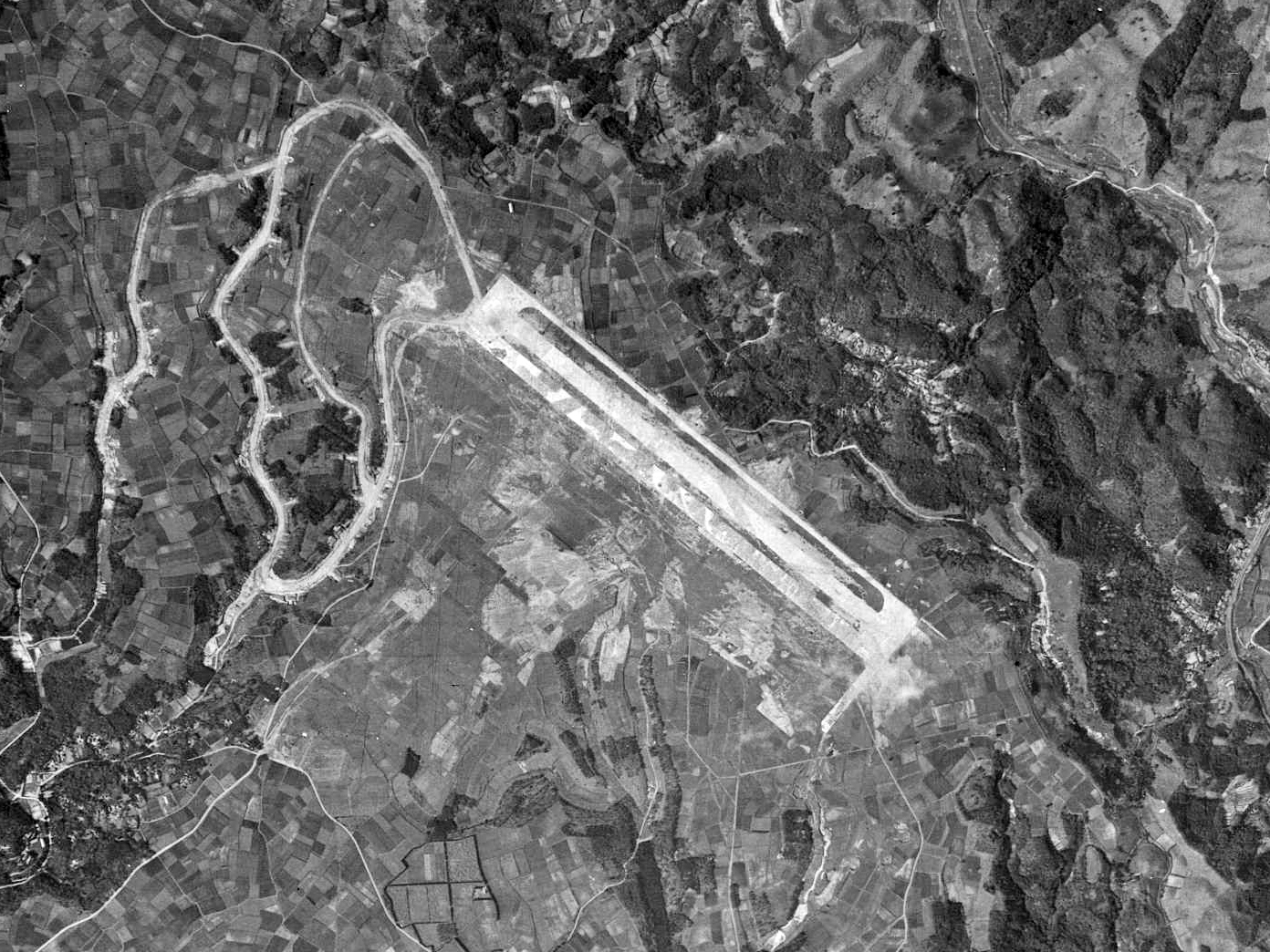
第二国分飛行場跡地の空中写真（1947年）
跡地の一部は、現在「鹿児島空港」の敷地内にある。

第一国分基地から約8キロメートル北方の十三塚原に建設された。1500×50メートルの滑走路と51基の掩体壕を持ち、50名の士官と1500名の兵員を収容することができた。
戦後は民間に払い下げられ農地として利用された。跡地の一部は1972年（昭和47年）に移転した鹿児島空港の一部となっている。特攻隊の歴史を後世に伝えるため1977年（昭和52年）7月に「特攻慰霊碑建立委員会」が結成され、1979年（昭和54年）4月6日、鹿児島空港北西にある上床公園に「十三塚原海軍特攻の碑」が建立された。

### 関連施設
新田山高射砲陣地
国分平野北西部、日当山駅の裏山中腹にあった。
鹿児島神宮上探照灯陣地
国分平野北西部、鹿児島神宮の裏山中腹にあった。
獅子尾山高射砲陣地
国分平野西部、隼人駅の西に聳える丘の上にあった。終戦後は整地され隼人町体育館になっている。
上野原探照灯陣地
国分平野の東側に聳えるシラス台地「上野原」にあった。1986年（昭和61年）から1996年（平成8年）にかけて行われた上野原遺跡の発掘調査において陣地の跡が確認されている。
海軍病院
負傷兵治療のため国分平野北部に建設された。裏山に防空壕が掘られ壕内で手術を行うことも可能であった。終戦後は国立療養所霧島病院となり現在は霧島市立医師会医療センターとなっている。

## 観音寺海軍航空隊

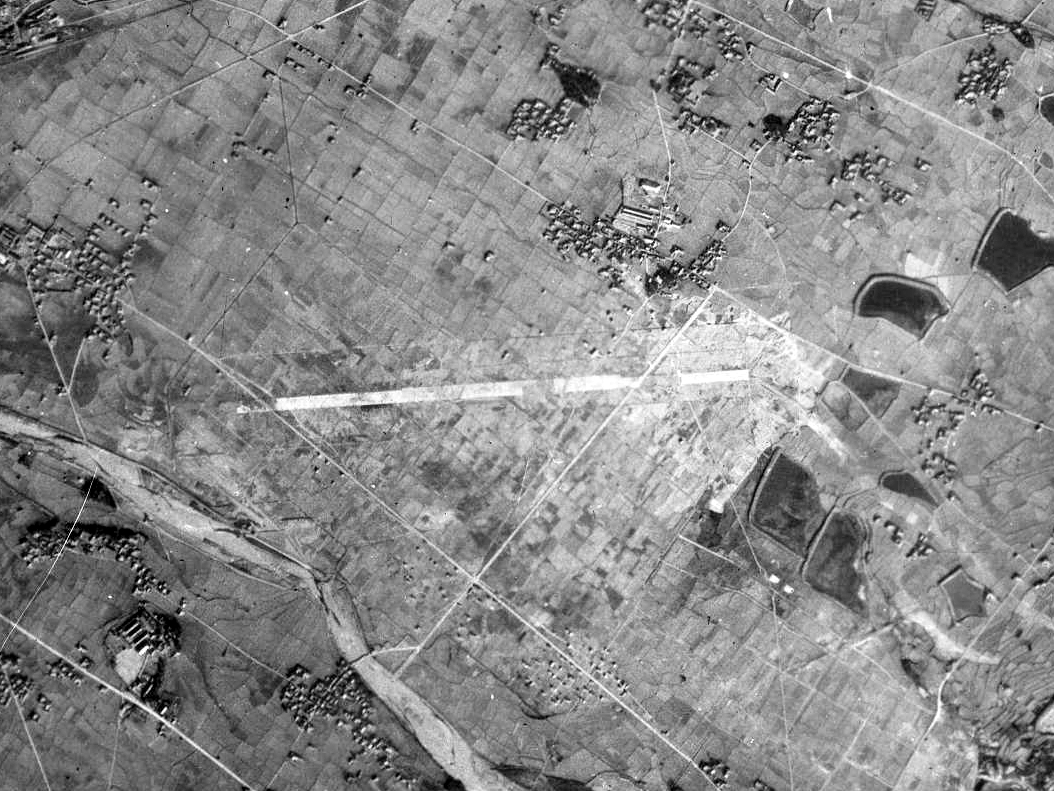
観音寺飛行場跡地の空中写真（1948年）

香川県三豊郡柞田村の農地を収用し、昭和18年末より造成工事が始まり、地元住民の勤労奉仕活動によってわずか4ヶ月で完工した。以後、作戦に適さず放置されていたが、第一国分飛行場を実施部隊に引き渡した国分空の受け入れ先となり、移転のうえで新たに観音寺空を名乗った。
- 1945年（昭和20年）

3月1日 - 国分より転属し開隊。継続して第十二連合航空隊に在籍。飛練42期の訓練を継続。
5月5日 - 十二連空を廃止し第五航空艦隊第十二航空戦隊に改編、実施部隊に指定。
戦後解隊。
実施部隊編入後は、乏しい燃料のために訓練を切り詰めつつ、特攻訓練を断続的に実施していた。一説によると、他の中練部隊と連合して編成した中練特攻隊の中に観音寺空からの選抜者もおり、かつて基地としていた第一国分飛行場に展開していたとする説もある。幸いにも観音寺空の中練特攻隊が出撃する前に終戦を迎えた。

### 主力機種
- 九三式中間練習機など各種陸上練習機

### 歴代司令
- 菅原正雄（昭和20年3月1日国分空司令より留任-戦後解隊）

## 戦後の国分飛行場・観音寺飛行場
観音寺飛行場は現存しない。終戦直後より、引揚者の開拓地として大蔵省が開放したため、飛行場設置前と同じく水田地帯として復活した。
一方、国分の二個飛行場は、度重なる米軍の空襲を受けつつも、多数の特攻隊を出撃させ、現在でも特攻隊員を偲ぶ旅行者が絶えない。2006年に制作された映画版「THE WINDS OF GOD-KAMIKAZE-」のロケも国分周辺で行われている。国分空ゆかりの第一国分飛行場は、1951年（昭和26年）より陸上自衛隊国分駐屯地として活用されている。一方、緊急造成された第二国分飛行場は、鹿児島市内にあった旧鹿児島空港の移転候補地となり、1972年（昭和47年）より供用を開始した。